# Хищные воды: Западня
«Хищные воды: Западня» (англ. Black Water: Abyss) — фильм ужасов от режиссёра Эндрю Трауки. Сиквел фильма «Хищные воды» 2007 года, основанного на реальных событиях. В продолжении, однако, самостоятельный сюжет.
Премьера картины в Великобритании состоялась 4 июля 2020 года.

## Сюжет
Компания друзей отправляется в Австралию, где спускается в неизведанную ранее пещерную систему. Неожиданно на поверхности начинается тропический шторм, однако его как раз можно переждать под землей. Вот только стихия превращает оплот в западню, молниеносно заполняя её тоннами воды. А вместе с водой в пещеру попадает и голодный древний хищник…

## В ролях
| Актёр            | Роль      |
| ---------------- | --------- |
| Джессика Макнэми | Дженнифер |
| Люк Митчелл      | Эрик      |
| Амали Голден     | Йоланда   |
| Бенджамин Хотжес | Виктор    |
| Энтони Шарп      | Кэш       |
| Луис Тосио Окада | Акито     |
| Руми Кикути      | Мики      |

## Маркетинг
Оригинальный трейлер фильма был опубликован в интернете 24 июня 2020 года, локализованный – 2 октября.